# Ray Bradbury
Ray Douglas Bradbury, född 22 augusti 1920 i Waukegan, Illinois, död 5 juni 2012 i Los Angeles, Kalifornien, var en amerikansk science fiction-, fantasy- och skräckförfattare, mest känd för Invasion på Mars (The Martian Chronicles 1950) och Fahrenheit 451 (1953). Hans mor, Ester Maria Moberg, kom från Smedjebacken i Dalarna. Bradbury gifte sig 1947 med Marguerite McClure (1922–2003), med vilken han fick fyra döttrar.
Han flyttade som ung flera gånger och bodde sedan 1934 i Los Angeles. Bradbury skrev åtskilliga böcker om tekniska företeelser, men framförde själv aldrig en bil och första gången han flög var han 62 år.

## Författaren Ray Bradbury
Ray Bradbury ansågs allmänt främst skriva science fiction. Författaren själv höll dock inte med. Han räknade Fahrenheit 451 som sitt enda sf-verk, medan han betraktade till exempel Invasion på Mars (The Martian Chronicles) som fantasy. Hans verk har emellertid ofta en drömsk karaktär, som mitt i allt det tekniska ger dem ett fantasyaktigt drag. En del av verken, inte minst bland novellerna, är mer eller mindre ren fantasy, medan flera av de tidiga novellerna är rena skräckberättelser. Enligt en numera vanlig uppdelning av genren i mjuk och hård science fiction torde Bradbury vara en av de första i den förra, mer humanistiska och skönlitterära genren, tillsammans med exempelvis Ursula K. LeGuin och svensken Bertil Mårtensson, medan Isaac Asimov kunde vara ett exempel på den senare mer teknikcentrerade subgenren.
Han blev först känd för en större publik genom Invasion på Mars, en novellsamling (eller roman) från 1950, som utspelar sig på Mars. 
Dystopin Fahrenheit 451 från 1953, om ett framtida samhälle där böcker är förbjudna och brandkåren inte släcker bränder utan bränner böcker, är ett annat, mycket berömt verk som 1966 filmatiserades av François Truffaut. Den nämns ibland tillsammans med andra berömda dystopier som George Orwells 1984, Aldous Huxleys Du sköna nya värld eller Karin Boyes Kallocain.
Bradbury skrev även filmmanus till ett antal filmer, bland annat Moby Dick av John Huston 1956 och King of Kings av Nicholas Ray 1961, de delvis självbiografiska Blommande vin (Dandelion Wine) och Oktoberfolket (Something Wicked This Way Comes) samt facktexter om konst och kultur. Blommande vin är en närmast pastoral barndomsskildring, men barnboken Pojken som var rädd för natten är betydligt mindre romantisk, vilket tyder på att Bradburys syn på barnet och barndomen inte är konfliktfri.
Han skrev dessutom två detektivromaner, Döden är en ensam historia (Death Is a Lonely Business 1985) samt En kyrkogård för galningar (A Graveyard for Lunatics 1990).
Typiskt för många av Ray Bradburys verk (se till exempel The Martian Chronicles ovan) är att de består av en samling noveller, försedda med en ramberättelse, som gör att det är vanskligt att avgöra om verket är en novellsamling eller en roman. Den illustrerade mannen är ett annat sådant exempel.

## Utmärkelser
Bradbury gav namn åt asteroiden 9766 Bradbury och hans roman Blommande vin, i original Dandelion Wine ("Maskrosvin"), har givit namn åt månkratern Dandelion Crater.[källa behövs]

### Romaner
- 1953 – Fahrenheit 451 (Fahrenheit 451, översättning Siv Nordin, Norstedt, 1958) (filmatiserad 1966 av François Truffaut)
- 1957 – Dandelion Wine (Blommande vin, översättning Torsten Blomkvist, Norstedt, 1960)
- 1962 – Something Wicked This Way Comes (Oktoberfolket, översättning Olov Jonason, Norstedt, 1964)
- 1972 – The Halloween Tree
- 1985 – Death Is a Lonely Business (Döden är en ensam historia, översättning Ingvar Skogsberg, Norstedt, 1986)
- 1990 – A Graveyard for Lunatics (En kyrkogård för galningar: historien om två städer på nytt, översättning Roland Adlerberth, Norstedt, 1991)
- 1992 – Green Shadows, White Whale (Moby Dick på Irland, översättning Björn Linné, Norstedt, 1995)
- 1998 – Ahmed and the Oblivion Machines
- 2001 – From the Dust Returned
- 2003 – Let's All Kill Constance
- 2003 – It Came From Outer Space

### Novellsamlingar
- 1947 – Dark Carnival
- 1950 – The Martian Chronicles (Invasion på Mars, översättning Olle Moberg, verserna tolkade av Alf Henrikson, Forum, 1953)
- 1951 – The Illustrated Man (Den illustrerade mannen, översättning Torsten Blomkvist, Norstedt, 1961) (filmatiserad 1969 av Jack Smight)
- 1953 – The Golden Apples of the Sun (Solens gyllene äpplen, översättning Torsten Blomkvist, Norstedt, 1959)
- 1955 – The October Country (Oktoberlandet, översättning Torsten Blomkvist, Norstedt, 1958)
- 1959 – A Medicine for Melancholy (Det eviga regnets dag, översättning Torsten Blomkvist, Norstedt, 1963)
- 1962 – R is for Rocket
- 1966 – S is for Space
- 1969 – I Sing the Body Electric! (Den kalla vinden och den varma, översättning Gunnar Barklund, Norstedt, 1971)
- 1988 – The Toynbee Convector
- 1998 – Driving Blind
- 2002 – One More for the Road
- 2003 – Bradbury Stories

### Övriga Bradbury-böcker översatta till svenska
- 1955 – Switch on the Night (Pojken som inte tyckte om natten, anonym översättning, Natur och kultur, 1957)
- 1964 – The Machineries of Joy (Glädjens mekanismer: noveller, översättning Olov Jonason, Norstedt, 1965)

### Lyrik
- 1983 – The Complete Poems of Ray Bradbury